# Großer Gleithörnchenbeutler
Der Große Gleithörnchenbeutler (Petaurus australis) ist ein auf Bäumen lebender (arboricoler) Gleithörnchenbeutler, dessen Verbreitungsgebiet sich im Osten Australiens befindet. Der Bestand ist rückläufig, aufgrund des großen Verbreitungsgebietes und des immer noch großen Bestandes stuft die IUCN den Großen Gleithörnchenbeutler aber noch als ungefährdet („least concern“) ein. Eine noch nicht bezeichnete Unterart in den Feuchttropen von Queensland gilt jedoch als gefährdet.

## Merkmale
Der Große Gleithörnchenbeutler ist ein Beuteltier von der Größe eines Kaninchens und die größte Art der Gattung Gleithörnchenbeutler. Er erreicht eine Kopf-Rumpf-Länge von 25 bis 40 cm und ein Gewicht von 400 bis 750 g. Das Fell ist am Rücken, über den sich ein schwarzer Aalstrich zieht, typischerweise grau-braun gefärbt und geht am Bauch in gebrochenes weiß zu orange bis gelb über. Gesicht, Arme, Füße, Schwanz und die Ränder der Gleitmembranen sind schwarz. Er hat große spitze und kahle Ohren, eine rosa Nase und einen bis zu 50 cm langen flauschigen Schwanz. Im Unterschied zu anderen Arten ist bei dem Großen Gleithörnchenbeutler der fünfte Finger länger als der vierte und der Beutel ist durch eine pelzbesetzte Scheidewand zweigeteilt.
Normalerweise sind die Männchen etwas schwerer als die Weibchen, ihre Kopf- und Körpergröße ist jedoch nur unwesentlich größer. Der Schwanz der Weibchen ist länger als beim Männchen.
Die Art ähnelt dem Mahagoni-Gleitbeutler (Petaurus gracilis), obwohl sie ein wenig größer ist. Eine Ähnlichkeit besteht auch zum Riesengleitbeutler, eine Art, die eine nähere Verwandtschaft zum Lemurenringbeutler (Hemibelideus lemuroides) aufweist als zu den anderen Gattungen der Petauren.

## Verbreitung und Lebensraum

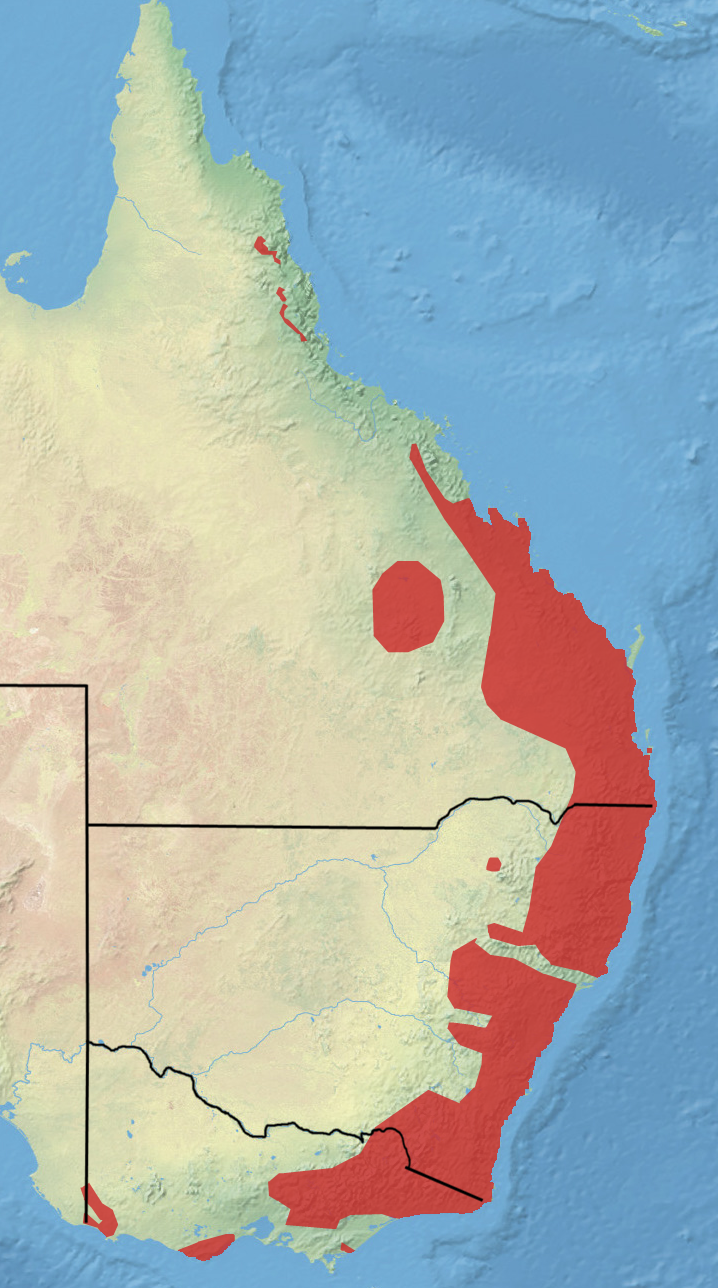
Verbreitungsgebiet des Großen Gleithörnchenbeutlers nach IUCN.

Das Verbreitungsgebiet des Großen Gleithörnchenbeutlers sind gemäßigte bis subtropische, von Eukalyptus dominierte Hartlaubwälder im Osten Australiens. Entlang der Ostküste, vom Norden von Queensland, durch New South Wales, über Victoria bis zum Südosten von South Australia ist die Art weit- jedoch lückenhaft verbreitet. An den Grenzen ihres Verbreitungsgebietes, im Norden von Queensland und an der Grenze von Victoria und South Australia gibt es isolierte Populationen. Der Große Gleithörnchenbeutler findet sich in offenen Küstenwäldern und in Vorgebirgswäldern mit alten und hohen Bäumen.
Die Vorkommen der noch nicht bezeichneten Unterart der Wet Tropics sind auf ein schmales Band von feuchten, offenen Eukalyptuswäldern beschränkt. Der Bereich in dem drei Hauptpopulationen existieren, befindet sich zwischen dem Yamanie Creek Einzugsgebiet, 70 km westlich von Cardwell, und dem Mount Windsor Tableland. Das Gebiet ist ein Ökoton zwischen Regenwald und trockenerem Wald in dem zwei Schlüsselressourcen für die Art, Eucalyptus grandis zum Anlegen der Nisthöhle und Eucalyptus resinifera als Nahrungsgrundlage, vorkommen.

## Lebensweise
Der Große Gleithörnchenbeutler kann durch seine Gleitmembranen bis zu 150 m durch die Luft gleiten. Er lebt gewöhnlich in Familiengruppen von 4 bis 5 Tieren, auch wenn vom hohen Norden von Queensland größere Ansammlungen bekannt sind. Die Tiere sind nachtaktiv und verbringen den Tag in einer mit Blättern ausgekleideten Baumhöhle, welche typischerweise mit Artgenossen geteilt wird. Erst in der Dämmerung wird die Futtersuche, typischerweise alleine, begonnen.
Außerdem ist er einer der lautesten Gleithörnchenbeutler. Die Rufe, mit denen er anderen Gruppen seine Anwesenheit anzeigt, können bis zu einem halben Kilometer weit zu hören sein. Die Art erzeugt etwa 17 verschiedene Lautäußerungen wie lautes Gekreische, lange gurgelnde Rufe und weiches, bukkales Klicken.

### Fortpflanzung und Lebenserwartung
Die Fortpflanzung findet im Süden im Frühling statt, im Norden von Queensland ganzjährig. Im Alter von ungefähr zwei Jahren tritt die Geschlechtsreife ein, zu diesem Zeitpunkt findet auch die erste Paarung statt. Die Tiere leben normalerweise in einer monogamen Partnerschaft und paaren sich von August bis Dezember. Der Nachwuchs wird in der Regel zwischen Mai und September zur Welt gebracht. Dieser bleibt dann für rund 100 Tage im Beutel (Marsupium) der Mutter. Die Jungen verbringen dann zwei bis drei Monate in der Höhle, bevor sie von der Mutter entwöhnt werden und ihr Leben eigenständig führen. In der Höhle findet geteilte Brutpflege zwischen Mutter und Vater statt. Die Höhlen befinden sich meist in Eukalyptusbäumen (Eucalyptus grandis) und werden mit Blättern ausgelegt.
Vom Großen Gleithörnchenbeutler ist bekannt, dass er in freier Natur eine Lebenserwartung von mindestens sechs Jahren hat. In Gefangenschaftshaltung wird er bis zu zehn Jahre alt.

### Ernährung
Die Nahrung besteht aus Nektar, Honigtau, Insekten, Pollen und verschiedenen Baumsäften von Arten der Gattungen Eukalyptus, Corymbia, Angophora und Laphostemon. Der Große Gleithörnchenbeutler gelangt an den Baumsaft, indem er eine „V“-förmige Kerbe in die Baumrinde beißt. Gewöhnlicherweise ritzt er den Baumstamm oder höhere Zweige ein.

## Systematik
Es gibt, die noch nicht bezeichnete Unterart im Norden von Queensland eingerechnet, drei Unterarten:
- P. a. australis – im Süden, tritt lokal häufiger auf.
- P. a. reginae Thomas, 1923 – Reliktpopulation im Norden von Queensland. Eher selten und bedroht durch Abholzung, das Fell an der Bauchseite ist heller.[13]
- Petaurus australis unnamed subsp., der Yellow-bellied Glider (Wet Tropics) – Wet Tropics Bioregion von Queensland. Kleinere und leichtere Unterart, kann am Rücken dunkler gefärbt sein.[1]

## Bestand, Gefährdung und Schutz
Hauptgefährdung ist die Lebensraumzerstörung durch Abholzung und Umwandlung in landwirtschaftliche Nutzflächen. Der Bestand ist rückläufig, aufgrund des großen und fragmentierten Verbreitungsgebietes. Die IUCN stuft den Großen Gleithörnchenbeutler aber noch als ungefährdet (“least concern”) ein, da naturschützende Maßnahmen in Bezug auf Forstwirtschaft und Feuer-Management angestrebt werden.
Eine noch nicht bezeichnete Unterart in den Feuchttropen von Queensland, der Yellow-bellied Glider (Wet Tropics), gilt jedoch als gefährdet und ist im Queensland Nature Conservation Act 1992 und im Commonwealth Environment Protection and Biodiversity Conservation Act 1999 gelistet. Sie ist hauptsächlich durch eine sich verändernde Vegetation wegen einer sich ändernden Feueraktivität (Feuerregime) und anderen Faktoren, sowie durch Verlust und Fragmentierung ihres Lebensraumes bedroht. Ein Plan zum Schutz der Art sieht ein Brandmanagement, den Schutz des Lebensraumes und die Untersuchung weiterer Einflüsse auf den Bestand vor.